# Deppea blumenaviensis
Deppea blumenaviensis là một loài thực vật có hoa trong họ Thiến thảo. Loài này được (K.Schum.) Lorence mô tả khoa học đầu tiên năm 1988.